# Бобровський Олег Володимирович
Бобровський Олег Володимирович (нар. 13 червня 1961, с. Гранів, Гайсинський район, Вінницька область) — художник декоративного мистецтва. Член НСХУ (1993).

## Біографія
Бобровський Олег Володимирович народився 13 червня 1961 року с. Гранів Гайсинського району Вінницької області.
1988 — закінчив Одеське державне училище ім. М. Грекова та Московське вище художньо-промислове училище.
1988—1993 — працював проектантом в Хмельницькому художньо-виробничому комбінаті Художником фонду України.
1995—2000 — був художником по рекламі в приватній фірмі «Арт Центр» в Хмельницькому.
2000 — головний художник Хмельницького.
1990 — бере участь у республіканських виставках.

## Творчість
- Автор інтер'єрів у Хмельницькому краєзнавчому музеї (1989),
- Санаторії «Товтри» (1990, с. Сатанів Городоцький районну Хмельницької області),
- Готелі «Енеїда» (1993).